# Kwas γ-aminomasłowy
Kwas γ-aminomasłowy, kwas gamma-aminomasłowy, GABA – organiczny związek chemiczny z grupy aminokwasów, który pełni funkcję głównego neuroprzekaźnika o działaniu hamującym w całym układzie nerwowym. Odkryto trzy receptory GABA (podtypy A, B i C). Receptory GABA typu A, obecne niemal na każdej komórce nerwowej, są miejscem działania wielu związków (agonistów receptora GABA).

## Biosynteza i metabolizm
Substratem w biosyntezie GABA jest glutaminian, który ulega dekarboksylacji pod wpływem dekarboksylazy kwasu glutaminowego (GAD). GAD występuje wyłącznie w cytoplazmie zakończeń GABA-ergicznych. Kofaktorem tego enzymu jest fosforan pirydoksalu. Kontrola syntezy GABA zależy od GAD i kofaktora. Stężenia GAD i kofaktora są podobne do stężeń GABA. Glutaminian może być syntetyzowany z kwasu α-glutarowego lub glutaminy. Zsyntetyzowany GABA przechowywany jest w ziarnistościach w zakończeniach nerwu presynaptycznego. Transport GABA do pęcherzyków odbywa się za pośrednictwem specyficznego pęcherzykowego transportera VGAT. VGAT nie jest transporterem selektywnym, ponieważ jest on także transmiterem dla glicyny, która jest również neuroprzekaźnikiem hamującym. Silnym inhibitorem VGAT jest wigabatryna, natomiast słabym kwas nipekotynowy. Stymulacja neuronu prowadzi do depolaryzacji zakończeń presynaptycznych i egzocytozy pęcherzyków zawierających GABA. W procesie tym pośredniczą jony Ca2+
. Uwolniony GABA wiąże się z postsynaptycznymi receptorami GABA, powodując hiperpolaryzację postsynaptycznego neuronu w wyniku napływu jonów chlorkowych. Związanie GABA z presynaptycznymi autoreceptorami jonotropowymi GABAB zmniejsza uwalnianie neurotransmitera do szczeliny synaptycznej. Działanie GABA kończy wychwytywanie zwrotne neurotransmitera do zakończeń presynaptycznych lub do otaczających komórek glejowych i astrocytów. Stanowi to odróżnienie od wychwytywania zwrotnego monoamin, które są jedynie wychwytywane przez neuron. W wychwycie zwrotnym GABA uczestniczą transportery GAT. Wszystkie mogą transportować zarówno GABA, jak i inne aminokwasy hamujące, szczególnie glicynę. Metabolizm GABA rozpoczyna transaminaza GABA. Ten odwracalny enzym mitochondrialny, używając jako kofaktora fosforanu pirydoksalu, występuje w całym mózgu. Produktem transaminacji jest semialdehyd bursztynowy (SSA), który jest metabolizowany przez dehydrogenazę SSA do bursztynianu lub alternatywnie redukowany do γ-hydroksymaślanu. Innymi metabolitami, o nieznanym znaczeniu, są karnityna, homoanseryna, kwas homopantotenowy oraz wiele pochodnych butyrylowych (np. γ-butyrylolizyna, γ-butyrylohistydyna). Inhibitorem transaminazy GABA jest wigabatryna, która zwiększa stężenie GABA poprzez hamowanie jego metabolizmu. Wigabatryna stosowana jest w leczeniu padaczki opornej na inne leki przeciwpadaczkowe. Inhibitorem dehydrogenazy SAB w mitochondriach i reduktazy aldehydowej SAB w cytozolu jest kwas walproinowy, stosowany w leczeniu padaczki. γ-Hydroksymaślan wykazuje powinowactwo do swoich receptorów oraz receptorów GABAB. Jest to substancja psychoaktywna o działaniu euforyzującym, energetyzującym i rozweselającym. γ-Hydroksymaślan, podobnie jak flunitrazepam, znany jest jako pigułka gwałtu.

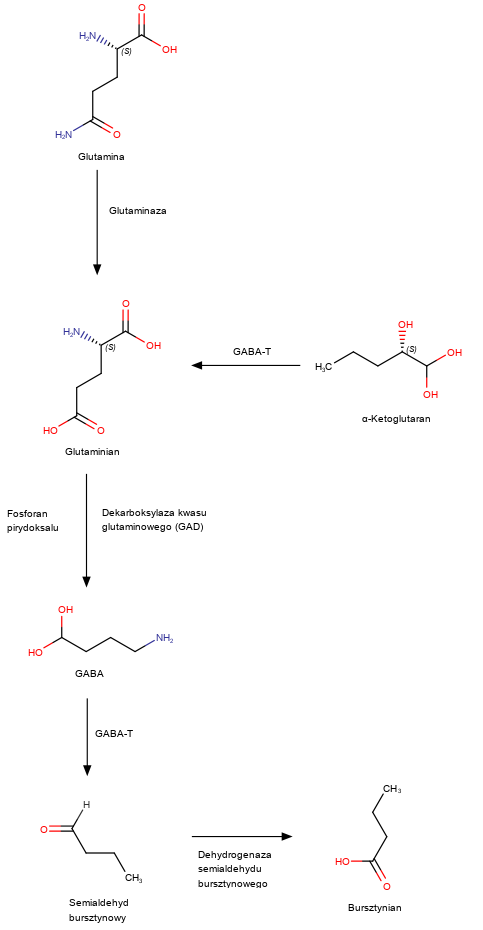
Biosynteza i metabolizm GABA

## Receptory GABA i ich ligandy
| Receptor                                        | Działanie agonisty                                              | Zastosowanie ligandów |
| ----------------------------------------------- | --------------------------------------------------------------- | --- |
| GABAA, jonotropowy (kanał chlorkowy)            | uspokajające, anksjolityczne, przeciwdrgawkowe, miorelaksacyjne | pochodne kwasu barbiturowego (agonisty): znieczulenie ogólne benzodiazepiny (agonisty): zaburzenia snu, lęk i stany napięcia, padaczka flumazenil (antagonista): w zatruciach benzodiazepinami |
| GABAB, metabotropowy, sprzężony z białkiem Gi/o | miorelaksacyjne, uspokajające                                   | baklofen (agonista): stany spastyczne, np. w stwardnieniu rozsianym |
| GABAC, jonotropowy (kanał chlorkowy)            | hamujące                                                        | – |

## Związek z receptorami benzodiazepinowymi
Kwas γ-aminomasłowy jest dostępny jako suplement diety przyjmowany doustnie i reklamowany jako środek ułatwiający zasypianie i redukujący stres, jednak brakuje niekwestionowanych dowodów na jego skuteczność w tych zakresach. Znaczna część badań wskazuje, że po podaniu doustnym ulega biodegradacji przed dotarciem do ośrodkowego układu nerwowego lub nie przenika przez barierę krew–mózg. Inne badania sugerują, że podany doustnie może w pewnym stopniu docierać do ośrodkowego układu nerwowego albo wywierać działanie za pośrednictwem obwodowego układu nerwowego. Z kolei wewnątrzpochodny kwas γ-aminomasłowy naturalnie pełniący rolę neuroprzekaźnika powstaje w ośrodkowym układzie nerwowym na drodze biosyntezy z glutaminianu. Benzodiazepiny, barbiturany i alkohol przez agonizm receptora benzodiazepinowego zwiększają powinowactwo kwasu γ-aminomasłowego do jego receptora. Innymi agonistami receptorów GABA (neurosteroidami) są leki nasenne zolpidem (dawki terapeutyczne 5–20 mg), zopiklon, rozluźniający mięśnie baklofen, a także narkotyczny depresant GHB (dawki rekreacyjne 1–3 g). Przyjmowanie agonistów receptora GABA z jednoczesnym zwiększeniem ich powinowactwa agonistami receptora benzodiazepinowego, na przykład zolpidemu alkoholem, powoduje znaczne wzmożenie ich efektów.

## Mechanizm powstawania uzależnienia fizjologicznego spowodowanego przez depresanty
Kwas γ-aminomasłowy odpowiada za zmniejszanie pobudliwości i rozluźnienie mięśni, stąd zablokowanie jego działania powoduje zespół niespokojnych nóg, a w sytuacjach znacznego niedoboru konwulsje, a nawet śmierć. Z tej przyczyny podanie dużej dawki czystego tujonu może doprowadzić do zgonu. Ratunkiem jest zwiększenie powinowactwa kwasu γ-aminomasłowego w receptorach niezajętych przez tujon za pomocą agonistów receptora benzodiazepinowego, na przykład alkoholu etylowego.
Na zmniejszenie pobudliwości i relaksację mięśni wpływ mają również endorfiny i egzogenne agonisty receptorów opioidowych, między innymi morfina, fentanyl i petydyna. W przypadku długotrwałego przyjmowania agonistów receptorów GABA, benzodiazepinowych lub opioidowych dochodzi do tolerancji fizjologicznej, która po odstawieniu powyższych sprawia, że efekt pozostałych endogennych agonistów tych receptorów jest niewystarczający – substancje egzogenne uodporniły organizm na swoje endogenne odpowiedniki. W tej sytuacji powstaje nadprzewodnictwo powodujące znane objawy odstawienia, co jest nazywane uzależnieniem fizycznym lub fizjologicznym.
Lekami podnoszącymi poziom GABA są progabid, gabapentyna, wigabatryna.